# Galina Jakowlewna Schamrai
Galina Jakowlewna Schamrai (russisch Гали́на Я́ковлевна Шамра́й; * 5. Oktober 1931 in Taschkent; † 12. Februar 2022 in Moskau) war eine sowjetische Turnerin.

## Leben
Schamrai graduierte am Lenin-Pädagogikinstitut der Region Moskau und arbeitete anschließend als Trainerin bei Spartak Moskau. Sie heiratete den Spartakspieler Anatoli Iljin, der bei den Olympischen Sommerspielen 1956 in Melbourne mit der Fußballnationalmannschaft der Sowjetunion die Goldmedaille gewann. 1958 kam eine gemeinsame Tochter zur Welt.

## Sport
Anfangs trainierte Shamrai im Iskra Club, wechselte allerdings später zur Burewestnik-Sportvereinigung nach Moskau. Ihr erstes Turnier stellten die nationalen Turnmeisterschaften 1950 dar, wo ihr ein achter Platz im Einzelmehrkampf gelang. 1952 gehörte sie der sowjetischen Mannschaft für die Olympischen Sommerspiele in Helsinki an und trug dort zum Gewinn des Mannschaftsmehrkampf bei. Ferner errang sie eine Silbermedaille in der Gruppen-Gymnastik. Ein weiterer Höhepunkt ihrer Karriere waren die Weltmeisterschaften im Gerätturnen 1954 in Rom, wo sie zwei Gold- und eine Silbermedaille gewann.
Im Jahre 1956 beendete Shamrai ihre aktive Laufbahn und arbeitete ab 1975 als Kampfrichterin bei verschiedenen Turnveranstaltungen. Zuletzt lebte sie in Moskau.

## Sowjetische Turniere
Galina Jakowlewna Schamrai gewann auf nationaler Ebene in vier Jahren eine Gold-, zwei Silber- und zwei Bronzemedaillen.
| Jahr | Veranstaltung | Einzelmehrkampf | Sprung | Stufenbarren | Schwebebalken | Bodenturnen | Ringeturnen |
| ---- | ------------- | --------------- | ------ | ------------ | ------------- | ----------- | ----------- |
| 1952 | Meisterschaft |                 |        |              |               | Silber      |             |
| 1954 | Meisterschaft | Bronze          |        |              |               |             | Bronze      |
| 1955 | Meisterschaft |                 |        |              | Gold          |             |             |
| 1956 | Meisterschaft |                 |        |              | Silber        |             |             |

## Ehrungen
- 1954:  Verdienter Meister des Sports der UdSSR[1]
- 1957:  Ehrenzeichen der Sowjetunion[1]